# Valerij Vjačeslavovič Nistratov
Valerij Vjačeslavovič Nistratov (* 1973, Moskva) je ruský fotograf pokračující v tradici umělecké dokumentární fotografie.

## Život a dílo
Narodil se v roce 1974 v Moskvě. Fotografovat začal ve věku 14 let, když od své matky dostal svůj první fotoaparát, a již v 17 letech se fotografie stala jeho profesí. Po pádu Sovětského svazu spolupracoval se společností Eastern Network, první nezávislou fotografickou agenturou se sídlem v Rusku, která dokumentovala všechny vojenské konflikty v bývalém Sovětském svazu. Nistratov v této době dospěl k závěru: nefotografovat válku. Věnoval se dokumentování každodenního života v ruských provinciích v bývalém Sovětském svazu a dalších zemích. Hlavními tématy jeho fotografických cyklů jsou psychologické studie jedince (jedna z jeho raných a významných sérií – a cyklus fotografií dětí v problémových rodinách v Moskvě), vztah k životnímu prostředí a lidské chování ve společnosti.
V období let 1993 až 2000 strávil několik let cestováním. Jednou z jeho cest byla pouť kolem řeky Volhy (od pramene k ústí), kde dokumentoval každodenní život rolníků na venkově a lidí ve městech v Povolží. Během tohoto období věnoval ve své práci zvláštní pozornost na téma moderního pohanství, což se odrazilo v sérii fotografií zázračně zachovalých rituálů ve vesnicích poblíž města Nižnij Novgorod a v Marijsku. Fotografie z obce Šutilovo inspirovali Vladimira Sorokina k napsání scénáře k filmu Čtyři (Четыре) a také k natáčení v této obci.
Výsledkem několika let cestování byla fotografická kniha Lesostep (Лесостепь) – jakási retrospektiva na toto období. Na počátku 21. století odcestoval fotografovat do Afghánistánu, což vyústilo v roce 2004 ve vydání jeho druhé knihy Risse im Patriarchat. Vznikla kniha o ženách po pádu Talibanu, napsaná společně se švýcarskou novinářkou Judith Huberovou.
Nistratov pracuje s celou řadou vizuálních forem a tématy. Jedním z posledních dokončených projektů byl ve spolupráci s americkým fotografem Jasonem Eskenazim s názvem Титульная нация. Obsahem díla jsou po čtyři roky sbírané portréty Rusů z různých oblastí života, které byly pořízeny v deseti ruských městech. Úkolem bylo pořídit dokumentární portréty „jako-na-občanku“ bez uměleckých ambicí. Jednalo se o jakési socio-antropologické studium národa, které ukazuje ruského člověka 15 let po rozpadu Sovětského svazu.
Poslední projekt Nistratova, na kterém nyní pracuje, se jmenuje Dokumenty přírody (Документы природы). Jedná se o sérii snímků ruské krajiny, ovlivněnou člověkem. V současné době (2011) Nistratov vyučuje dokumentární fotografii na Moskevské škole fotografie a multimédií Alexandra Rodčenka (Московская школа фотографии и мультимедиа имени Родченко).

## Knihy
- Risse im Patriarchat. Frauen in Afghanistan 2003. Vydavatel: Rotpunktverlag
- Lesostep. 2008. Vydavatel: Leonid Gusev. ISBN 978-5-903788-02-6
- Title Nation. 2011. ISBN 90-5330-739-7

### Fotografie z knih
- Risse im Patriarchat. Frauen in Afghanistan 2003. Vydavatel: Rotpunktverlag

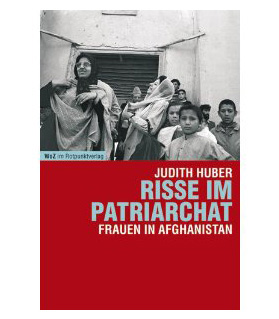
Obálka knihy Risse im Patriarchat
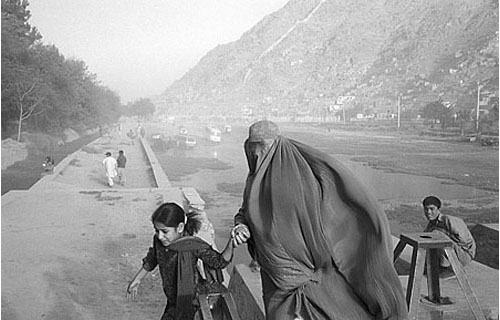
Ilustrace z knihy Risse im Patriarchat
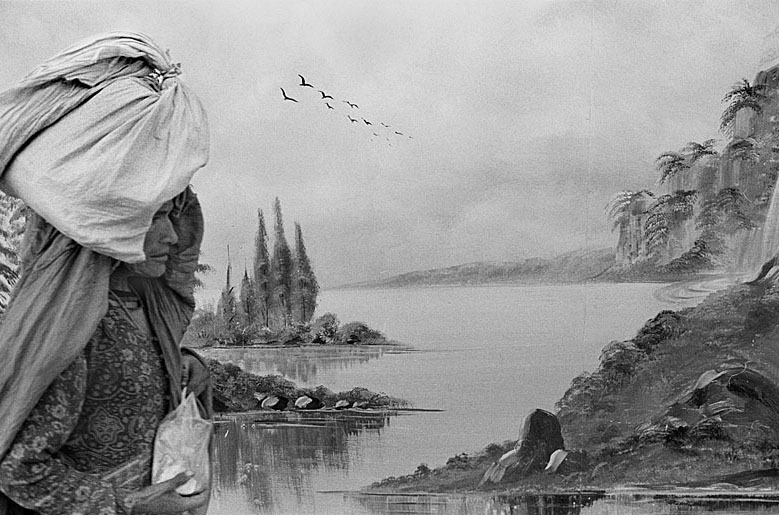
Ilustrace z knihy Risse im Patriarchat
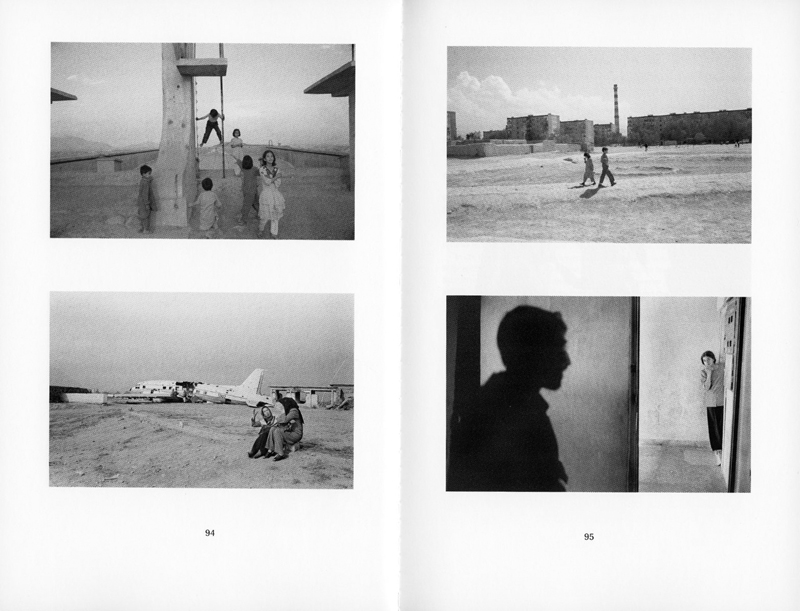
Ilustrace z knihy Risse im Patriarchat

- Lesostep. 2008. Vydavatel: Leonid Gusev. ISBN 978-5-903788-02-6

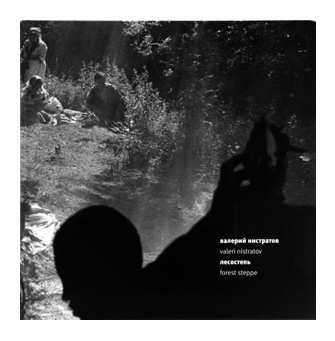
Obálka knihy Lesostep
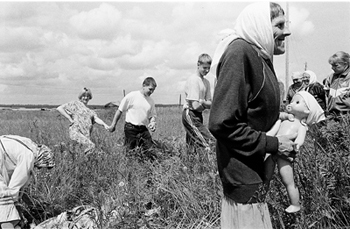
Ilustrace z knihy Lesostep
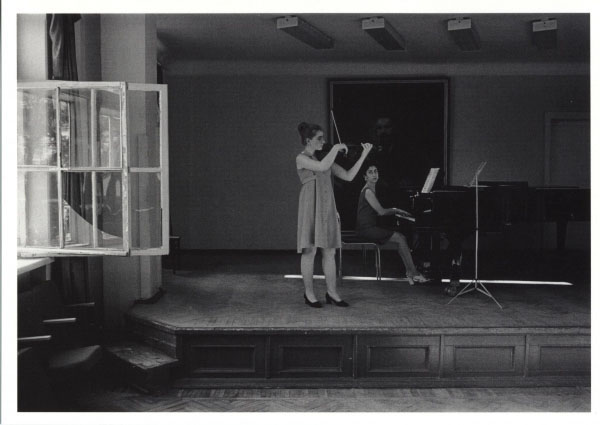
Ilustrace z knihy Lesostep
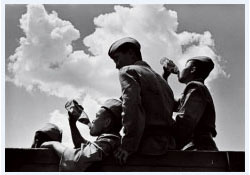
Ilustrace z knihy Lesostep

- Title Nation. 2011. ISBN 90-5330-739-7

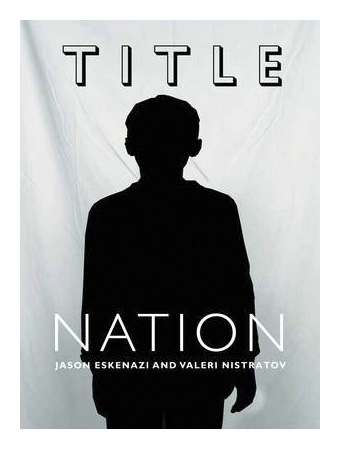
Obálka knihy Title Nation
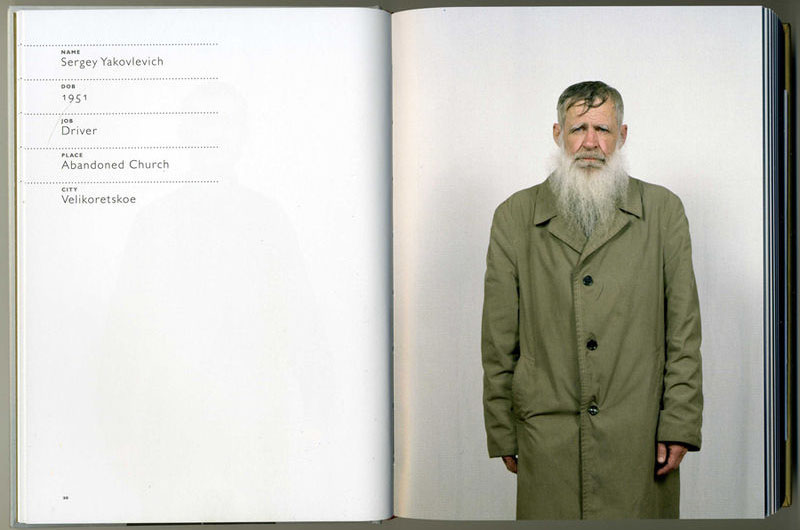
Ilustrace z knihy Title Nation
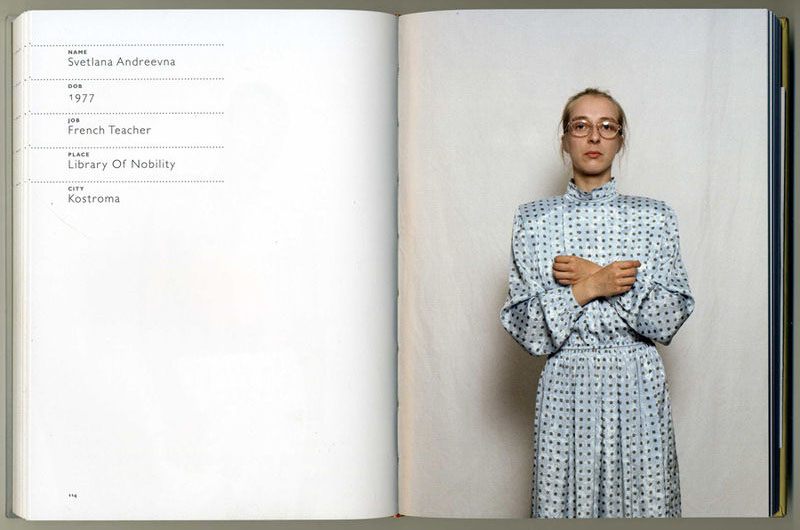
Ilustrace z knihy Title Nation
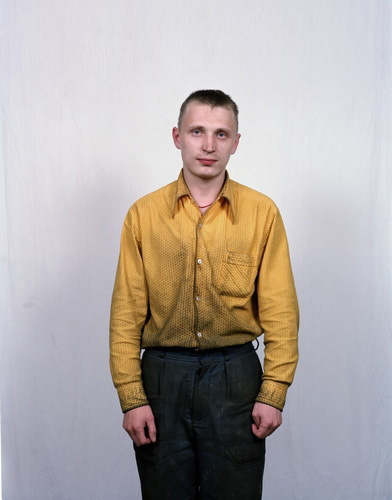
Ilustrace z knihy Title Nation